# ليون كونييه
ليون كونييه (بالفرنسية: Léon Cogniet)؛ (29 أغسطس 1794 - 20 نوفمبر 1880)، كان رسام تاريخ وبورتريه فرنسي. عُرف كثيرا بهمنته كمدرس ولديه أكثر من مائة طالب بارز من أمثال ليون بونات.

## الحياة والمسيرة المهنية
ولد لوين كونييه في باريس. كان والده رساما ومصمم ورق جدران. التحق في عام 1812 بمدرسة الفنون الجميلة في باريس، حيث درس مع بيير نارسيس غيرين، كما عمل في استوديوهات جان فيكتور بيرتين. فشل في الفوز بجائزة روما في محاولته الأولى عام 1816، لكنه ظفر بها في العام التالي بلوحة «هيلين التي أنقذها كاستور وويلوكس»، وتحصل على منحة للدراسة في الأكاديمية الفرنسية في روما حتى عام 1822. وقبل أن يغادرإلى إيطاليا، أقام معرضه الأول في صالون باريس.
رسم في عام 1827 سلسلة من اللوحات الجدارية حول حياة القديس استفانوس لكنيسة القديس نيكولاس دي شان. من 1833 إلى 1835، رسم مشهد من رحلة نابليون إلى مصر على أحد الأسقف في متحف اللوفر. بين عامي 1840 و 1860، شارك في ورشة رسم شهيرة للنساء كانت تديرها شقيقته ماري أميلي وأحد تلميذاته، كاثرين كارولين تيفينينق (1813-1892)، التي أصبحت فيما بعد زوجته. بعد عام 1843، ركز بشكل كامل تقريبا على التدريس، مع تصوير البورتريه بضع مرات فقط. بعد عام 1855، تخلى عن اللوحة بشكل نهائي.
بعد عام 1831، درَّس التصميم في مدرسة لويس الكبير الثانوية، كما درَّس في المدرسة متعددة التقانات بباريس من 1847 إلى 1861. في عام 1851، تم تعيينه أستاذا في مدرسة الفنون الجميلة، وهو المنصب الذي شغله حتى عام 1863، حين تقاعد.

## وفاته
توفي وحيدًا ومنسيا في الدائرة العاشرة بباريس في عام 1880، ودُفِن في مقبرة بير لاشيز.